# Xã Lake Hendricks, Quận Brookings, South Dakota
Xã Lake Hendricks (tiếng Anh: Lake Hendricks Township) là một xã thuộc quận Brookings, tiểu bang Nam Dakota, Hoa Kỳ. Năm 2010, dân số của xã này là 189 người.